# Gare de Lonzée
La gare de Lonzée est une gare ferroviaire belge de la ligne 161, de Schaerbeek à Namur, située à Lonzée section de la commune de Gembloux dans la province de Namur.
Elle est mise en service en 1886 par l'Administration des chemins de fer de l'État belge. C'est une halte voyageurs de la Société nationale des chemins de fer belges (SNCB) desservie par des trains omnibus (L) et Heure de pointe (P).

## Situation ferroviaire
Établie à 159 mètres d'altitude, la gare de Lonzée, est située au point kilométrique (PK) 45,900 de la ligne 161, de Schaerbeek à Namur entre les gares de Gembloux et de Beuzet.

## Histoire
En 1872, une pétition des habitants de Lonzée réclame l'établissement d'une station de chemin de fer.
La « halte de Lonzée » est mise en service le 5 janvier 1886 par les Chemins de fer de l'État belge. Elle est située à 2 920 mètres de la gare de Gembloux et à 2 772 m de celle de Beuzet. La halte est gérée depuis la gare de Gembloux.
En 1901, Lonzée est une gare ouverte à tous les trafics, elle dispose notamment d'une voie de chargement et d'un pont-bascule. La création d'une cour à marchandises vers 1900 a nécessité l'allongement du passage souterrain surplombant la rue de l'église. Au lieu de démolir le premier pont, particulièrement étroit, construit dans les années 1850, l’État belge prolongea ce pont par un second, plus large, mais qui se rétrécit notoirement au passage sous l'ancien pont. Plus de 100 ans après, ce souterrain étroit sans trottoir existe toujours.
L'ancien bâtiment de la gare, richement décoré, est un bâtiment atypique aux Chemins de fer de l'État belge et diffère des haltes et petites gares construites à la même époque. Il comportait trois parties :
- une aile basse de trois travées sous bâtière munies de hautes fenêtres et d'une paire de baies encadrant la cheminée au pignon latéral ;
- un corps central en « T » pourvu de deux étages, moins hauts, et de combles éclairées par deux baies géminées en demi-lune ;
- une aile de service, plus étroite, de deux travées sous toiture à croupe dans laquelle se trouvaient aussi les toilettes.

Ce bâtiment est détruit dans les années 1990. Une salle d'attente en brique, située à côté de la gare, est toujours debout.

## Service des voyageurs

### Accueil
Halte SNCB, c'est un point d'arrêt non géré (PANG) à accès libre.

### Desserte
Lonzée est une halte voyageurs de la Société nationale des chemins de fer belges (SNCB) desservie par des trains omnibus (L) et Heure de pointe (P) de la relation Ottignies - Gembloux - Namur (voir fiches horaires de la ligne).
En semaine, la desserte comprend un train L par heure dans chaque sens complété, le matin, par un train P Namur - Ottignies (dans chaque sens) et un train P Namur - Gembloux ; l'après-midi, on retrouve un train P Namur - Ottignies et deux dans le sens Ottignies - Namur.
Les week-ends et jours fériés, seuls circulent les trains L au rythme d'un toutes les deux heures.

### Intermodalité
Un parking pour les véhicules y est aménagé.

## Comptage voyageurs
Le graphique et le tableau montrent le nombre de passagers qui en moyenne embarquent durant la semaine, le samedi et le dimanche.
| Nombre de voyageurs qui embarquent à la gare de Lonzée | Nombre de voyageurs qui embarquent à la gare de Lonzée | Nombre de voyageurs qui embarquent à la gare de Lonzée | Nombre de voyageurs qui embarquent à la gare de Lonzée |
|                                                        | Semaine                                                | Samedi                                                 | Dimanche                                               |
| ------------------------------------------------------ | ------------------------------------------------------ | ------------------------------------------------------ | ------------------------------------------------------ |
| 1977                                                   | 269                                                    | 40                                                     | 29                                                     |
| 1978                                                   | 290                                                    | 67                                                     | 25                                                     |
| 1979                                                   | 221                                                    | 60                                                     | 24                                                     |
| 1980                                                   | 203                                                    | 61                                                     | 29                                                     |
| 1981                                                   | 209                                                    | 69                                                     | 20                                                     |
| 1982                                                   | 175                                                    | 42                                                     | 24                                                     |
| 1983                                                   | 174                                                    | 50                                                     | 18                                                     |
| 1984                                                   | 229                                                    | 62                                                     | 42                                                     |
| 1985                                                   | 224                                                    | 55                                                     | 24                                                     |
| 1986                                                   | 208                                                    | 68                                                     | 38                                                     |
| 1987                                                   | 207                                                    | 86                                                     | 33                                                     |
| 1988                                                   | 205                                                    | 65                                                     | 41                                                     |
| 1989                                                   | 170                                                    | 42                                                     | 29                                                     |
| 1990                                                   | 171                                                    | 43                                                     | 45                                                     |
| 1991                                                   | 188                                                    | 59                                                     | 44                                                     |
| 1992                                                   | 172                                                    | 72                                                     | 38                                                     |
| 1993                                                   | 170                                                    | 73                                                     | 36                                                     |
| 1994                                                   | 177                                                    | 44                                                     | 13                                                     |
| 1995                                                   | 172                                                    | 58                                                     | 18                                                     |
| 1996                                                   | 229                                                    | 43                                                     | 10                                                     |
| 1997                                                   | 179                                                    | 27                                                     | 12                                                     |
| 1998                                                   | 175                                                    | 26                                                     | 13                                                     |
| 1999                                                   | 123                                                    | 24                                                     | 12                                                     |
| 2000                                                   | 170                                                    | 28                                                     | 18                                                     |
| 2001                                                   | 168                                                    | 23                                                     | 12                                                     |
| 2002                                                   | 165                                                    | 24                                                     | 14                                                     |
| 2003                                                   | 179                                                    | 34                                                     | 24                                                     |
| 2004                                                   | 168                                                    | 38                                                     | 16                                                     |
| 2005                                                   | 188                                                    | 40                                                     | 17                                                     |
| 2006                                                   | 196                                                    | 34                                                     | 24                                                     |
| 2007                                                   | 209                                                    | 40                                                     | 22                                                     |
| 2008                                                   | -                                                      | -                                                      | -                                                      |
| 2009                                                   | 195                                                    | 27                                                     | 20                                                     |
| 2010                                                   | -                                                      | -                                                      | -                                                      |
| 2011                                                   | -                                                      | -                                                      | -                                                      |
| 2012                                                   | 200                                                    | 42                                                     | 25                                                     |
| 2013                                                   | 177                                                    | 23                                                     | 30                                                     |
| 2014                                                   | 227                                                    | 45                                                     | 25                                                     |
| 2015                                                   | 135                                                    | 28                                                     | 18                                                     |
| 2016                                                   | 153                                                    | 21                                                     | 10                                                     |
| 2017                                                   | 180                                                    | 22                                                     | 10                                                     |
| 2018                                                   | 137                                                    | 22                                                     | 19                                                     |
| 2019                                                   | 148                                                    | 22                                                     | 11                                                     |
| 2020                                                   | 95                                                     | 31                                                     | 10                                                     |
| 2021                                                   | -                                                      | -                                                      | -                                                      |
| 2022                                                   | 184                                                    | 18                                                     | 17                                                     |
| 2023                                                   | 212                                                    | 59                                                     | 21                                                     |
| 2024                                                   | 193                                                    | 29                                                     | 31                                                     |